# 1978 في بولندا
فيما يلي قوائم الأحداث التي وقعت خلال عام 1978 في بولندا.

## سياسة

### انتهاء فترة المنصب
- 16 أكتوبر – يوحنا بولس الثاني Archbishop of Kraków [الإنجليزية]‏.

## مواليد

### يونيو
- 9 يونيو – ميروسلاف كلوزه لاعب كرة قدم ألماني.[1]

### أغسطس
- 1 أغسطس – كريستوف دابروفسكي لاعب كرة قدم ألماني.
- 3 أغسطس – ماريوش يوب لاعب كرة قدم بولندي.[2]
- 9 أغسطس – بيوتر ويلكزيوسكي ملاكم بولندي.

### أكتوبر
- 2 أكتوبر – سوافومير شمال لاعب كرة يد بولندي.
- 31 أكتوبر – ماريك ساغانوفسكي لاعب كرة قدم بولندي.[3]

### نوفمبر
- 22 نوفمبر – ماجدالينا جرزيبوسكا لاعبة كرة مضرب بولندية.
- 29 نوفمبر – لودفيكا باليتا ممثلة مكسيكية.[4]

## وفيات

### يناير
- 1 يناير – هانز فولتر (مواليد 1911) فيزيائي ألماني.

### مارس
- 15 مارس – الكسندر كامينسكي (مواليد 1903) مؤرخ بولندي.[5]